# Тростня
Тростня — река в Московской области России, впадает в Тростенское озеро и фактически является истоком реки Озерны.
Берёт начало вблизи посёлка Восход. Течёт на юг. В верхнем течении по берегам реки произрастают густые смешанные леса. В нижнем течении река сильно заболочена. На левом берегу реки расположены деревни Первомайское и Будьково. Длина реки составляет 11 км, площадь водосборного бассейна — 27,7 км².
В раннем средневековье по рекам Озерне, Тростне и Тростненскому озеру проходил водный торговый путь. В более поздние времена по этим рекам и озеру осуществлялся сплав леса в Москву.
По данным Государственного водного реестра России, относится к Окскому бассейновому округу. Речной бассейн — Ока, речной подбассейн — бассейны притоков Оки до впадения Мокши, водохозяйственный участок — Озерна от истока до Озернинского гидроузла.